# Cabeça-de-ouro
Manaquim-de-cabeça-dourada, cabeça-de-ouro ou dançarino-de-cabeça-amarela (Pipra erythrocephala) é uma ave passeriforme, florestal, da família Pipridae, encontrada no Norte da Amazônia. Possui cerca de 9 cm de comprimento, corpo negro e cabeça amarela. Também é conhecido pelos nomes de dançador-de-cabeça-dourada, uirapuru, uirapuru-de-cabeça-amarela e uirapuru-de-cabeça-dourada.